# Modilion

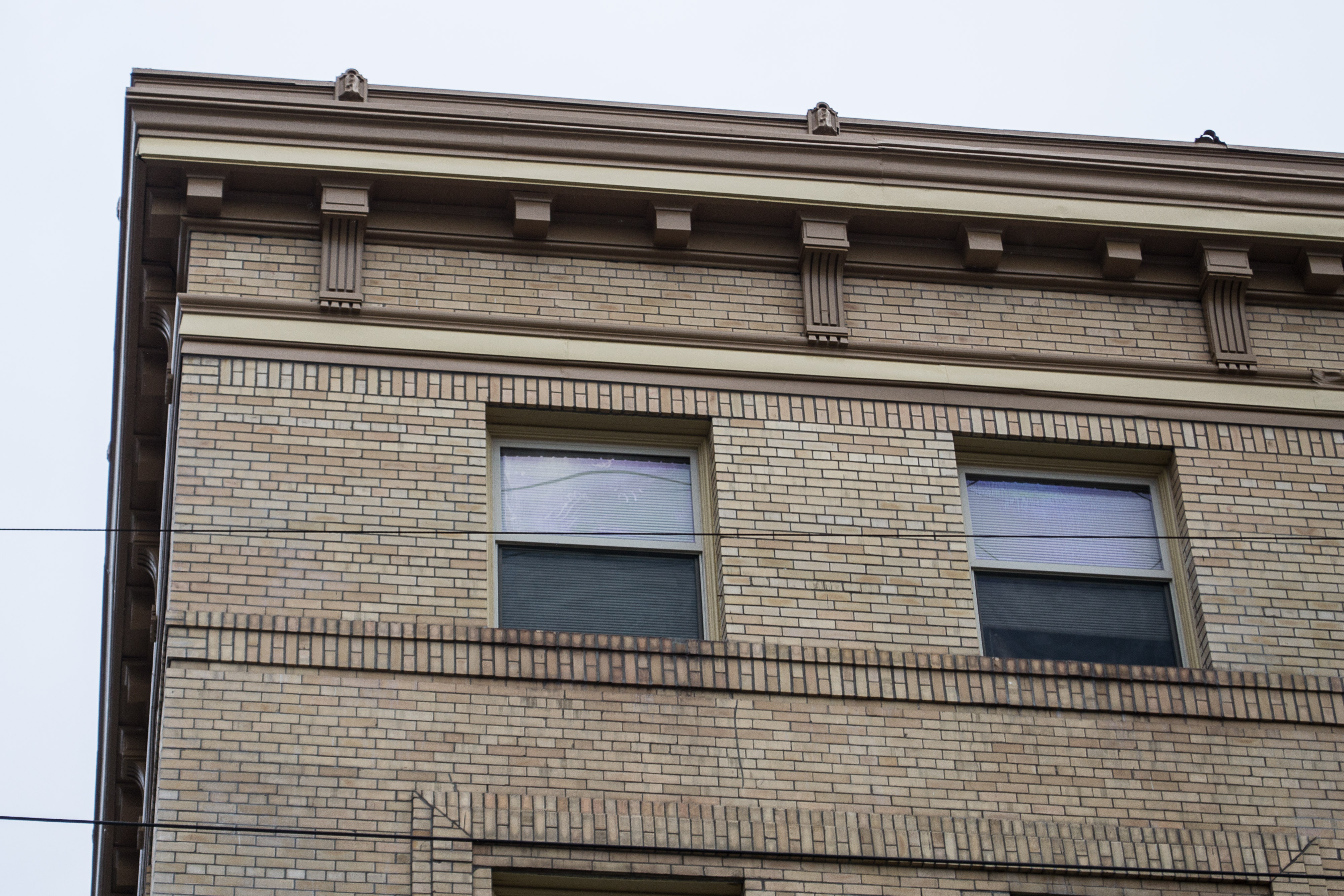
Modilioane sub cornișa clădirii Morgan, Leith, and Cook din East Portland, Oregon.

Un modilion (ortografiat și modilión) este o întăritură ornamentală, o consolă mică precum cele care sprijină cornișele, dar mai complexă decât un denticul. Modilioanele sunt folosite pur și simplu ca decorațiuni sau pentru sprijinirea unei structuri superioare a unei clădiri, spre exemplu o terasă, un acoperiș (partea plată a acoperișului), parapet, fronton, antablament, balcon, brâu sau cornișă de acoperiș. În mod obișnuit, modilioanele sunt întâlnite sub cornișe corintice sau compozite, dar pot sprijini orice tip de streașină.
Modilioanele pot fi sculptate sau simple.

## Galerie de imagini

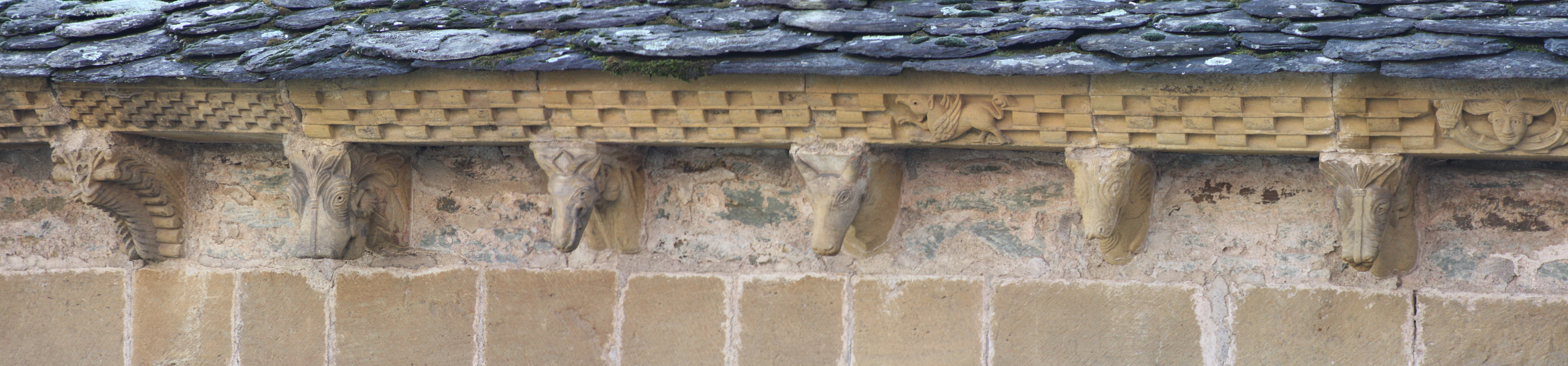
Modilioane sculptate cu capete de animale în abația Ste Foy din Conques (Franța).
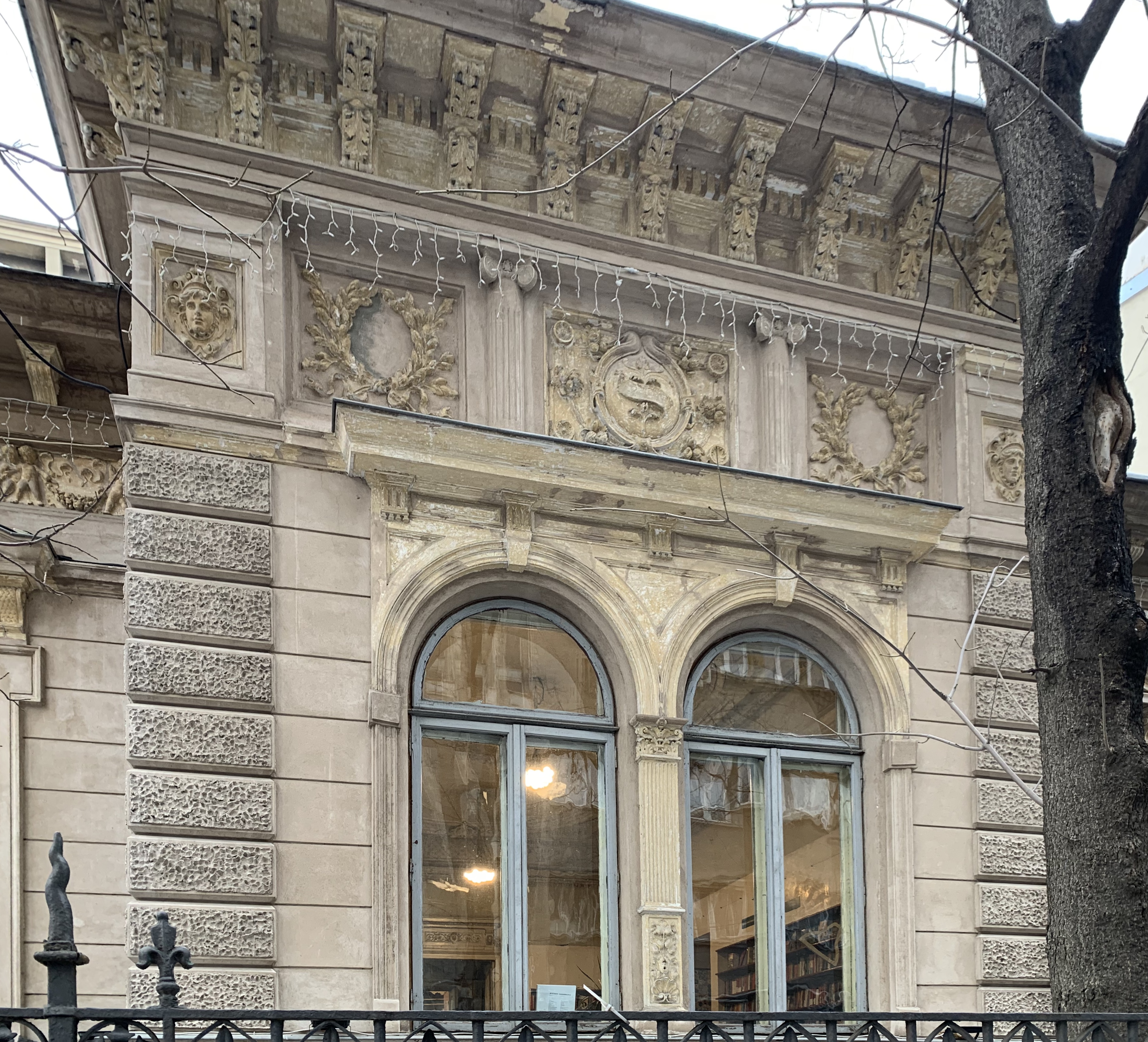
Casa D.A. Sturdza din București.
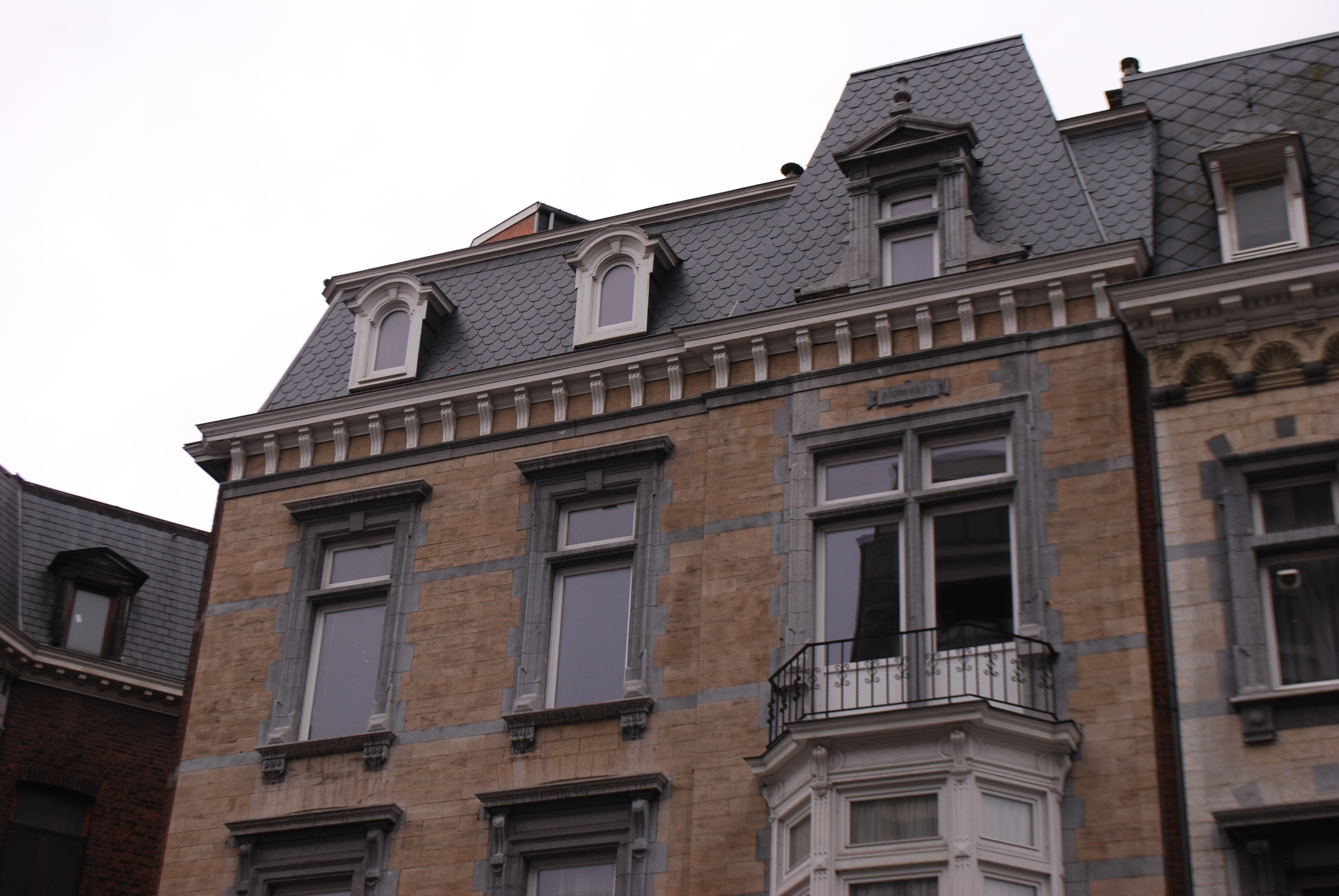
Casă pe strada Forgeur, Liège, Belgia.
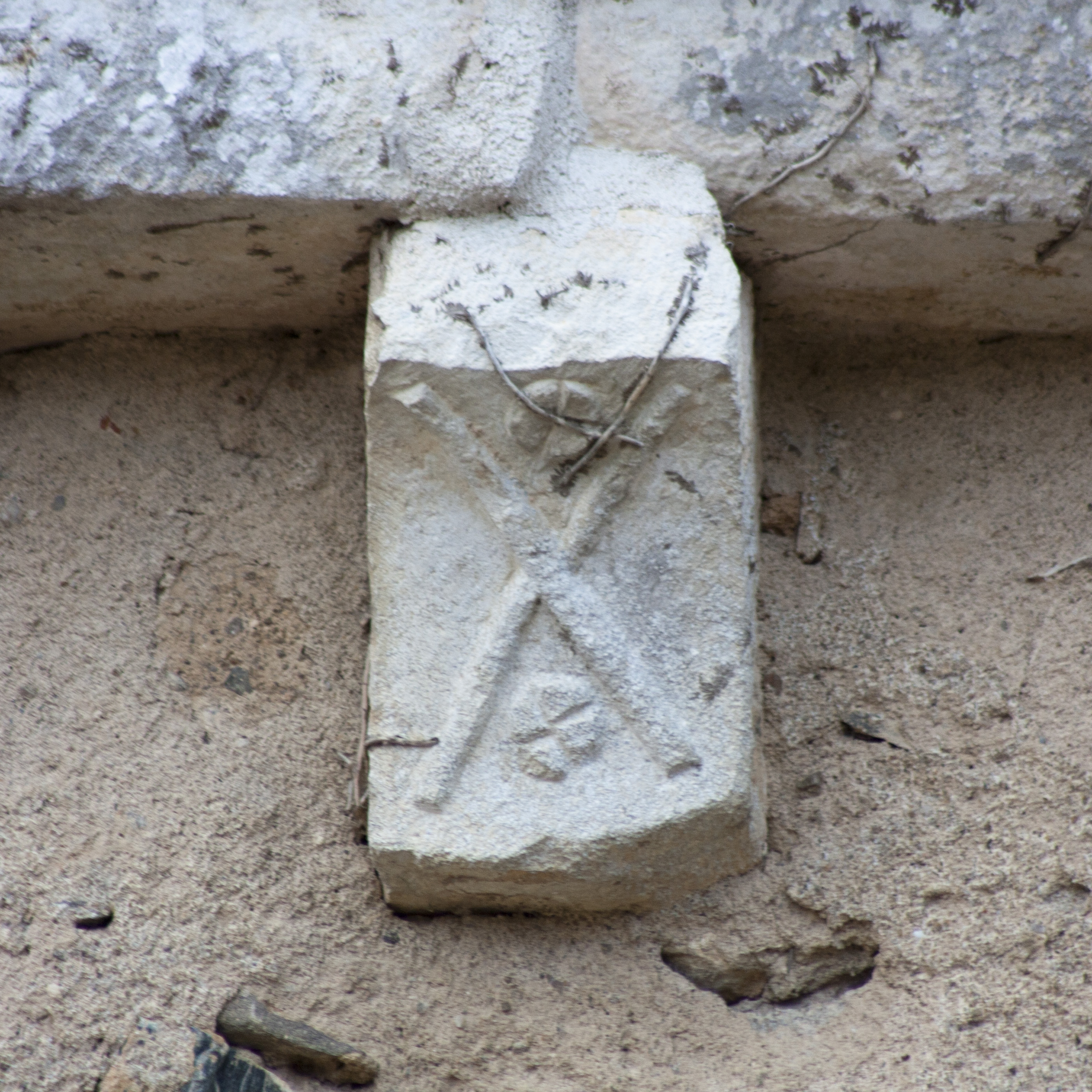
Biserica Dampierre din Gargilesse-Dampierre, partea de sud dinspre altar, modilion din secolul al XIII-lea.
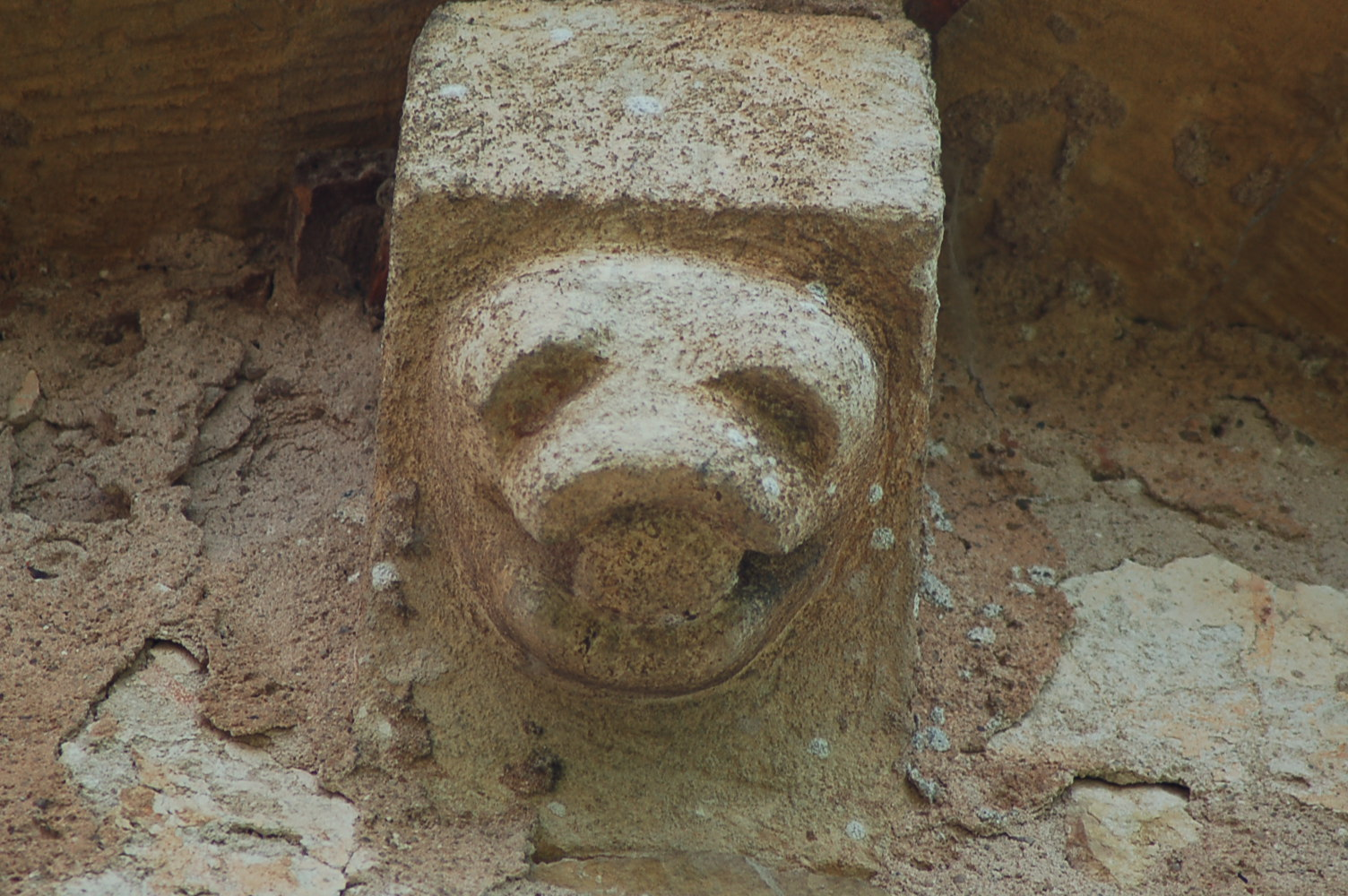
Modilion roman (de la începutul secolului al XII-lea) la Notre-Dame de Coust (Berry).